# Agustín Fraga
Agustín Fraga (6 de março de 2002) é um jogador de rugby argentino, que joga na posição de back.

## Carreira
De Belgrano, Buenos Aires, ele joga rugby union nacional pelo Club Ciudad de Buenos Aires como lateral ou ala. Ele fez sua estreia pela seleção argentina de rugby sevens em 2022.
Ele jogou pela Argentina na Copa do Mundo de Rugby Sevens de 2022, na Cidade do Cabo. Ele fez parte da seleção argentina que conquistou o ouro nos Jogos Pan-Americanos de 2023, em Santiago.
Ele jogou quando a Argentina se tornou campeã da Liga SVNS em maio de 2024. Ele foi selecionado para as Olimpíadas de Paris de 2024 e fez uma estreia olímpica marcando um try na partida de abertura contra o Quênia.